# زرميتان
زرميتان هي بلدة في مقاطعة قزل تبه في ولاية نواوي في أوزبكستان.